# Royal Rumble (1997)
Royal Rumble (1997) – 10. edycja gali wrestlingu Royal Rumble, wyprodukowanej przez World Wrestling Federation (WWF), która odbyła się 17 stycznia 1997 w Alamodome w San Antonio w stanie Teksas. Gala oferowała dziewięć walk w tym trzy nagrane do programu WWE Free for All oraz jedną będącą sztandarowym wydarzeniem tego pay-per-view, czyli Battle Royal Royal Rumble match, w którym zwyciężył Stone Cold Steve Austin, eliminując jako ostatniego z ringu Breta Harta. 
W pozostałych ważnych starciach podczas gali: W main-evencie Shawn Michaels pokonał Sycho Sida o WWF Championship, a Hunter Hearst Helmsley pokonał Goldusta o WWF Intercontinental Championship. 

## Rezultaty
| Nr                                                                                    | Wyniki | Stypulacje                                                                        | Czas  |
| ------------------------------------------------------------------------------------- | --- | --------------------------------------------------------------------------------- | ----- |
| 1D                                                                                    | Perro Aguayo Jr. i Venum Black pokonali Maniaco i Mosco de la Merceda                                            | Tag team match                                                                    | 10:00 |
| 2D                                                                                    | Blue Demon Jr., Octagón i Tinieblas Jr. pokonali Abismo Negro, Heavy Metala i Histerię                           | Six-man tag team match                                                            | 14:00 |
| 3D                                                                                    | Mascarita Sagrada Jr. i La Parkita pokonali Mini Mankinda i Mini Vadera                                          | Tag team match                                                                    | 4:29  |
| 4                                                                                     | Hunter Hearst Helmsley (c) (w/ Mr. Hughes) pokonał Goldusta (w/ Marlena)                                         | Singles match o WWF Intercontinental Championship                                 | 16:50 |
| 5                                                                                     | Ahmed Johnson pokonał Faarooqa (w/ Clarence Mason, Crush, D'Lo Brown, J.C. Ice i Wolfie D) przez dyskwalifikację | Singles match                                                                     | 8:48  |
| 6                                                                                     | Vader (w/ Paul Bearer) pokonał The Undertakera                                                                   | Singles match                                                                     | 13:19 |
| 7                                                                                     | Canek, Héctor Garza i Perro Aguayo pokonali Fuerza Guerrerę, Heavy Metala i Jerry'ego Estradę                    | Six-man tag team match                                                            | 4:29  |
| 8                                                                                     | Stone Cold Steve Austin zwyciężył w Royal Rumble matchu eliminując jako ostatniego z ringu Breta Harta           | 30-osobowy Royal Rumble match na walkę o WWF Championship na gali WrestleMania 13 | 50:29 |
| 9                                                                                     | Shawn Michaels (w/ José Lothario) pokonał Sycho Sida (c)                                                         | Singles match o WWF Championship                                                  | 20:30 |
| (c) – mistrz/mistrzyni przed walkąD – walka była dark matchem (nietransmitowana w TV) | |                                                                                   |       |

### Royal Rumble match
Nowy zawodnik wchodził do ringu co 90 sekund.
Na zielono wrestler z Lucha Libre AAA World Wide, który zakontraktowany był na współpracę z federacją WWF w tym czasie.
| Wchodzący jako | Wrestler                | Wyeliminowany jako | Wyeliminowany przez     | Czas w ringu | Liczba wyeliminowanych wrestlerów |
| -------------- | ----------------------- | ------------------ | ----------------------- | ------------ | --------------------------------- |
| 1              | Crush                   | 3                  | Phineas Godwinn         | 06:17        | 0                                 |
| 2              | Ahmed Johnson           | 2                  | Samego siebie           | 03:02        | 2                                 |
| 3              | Fake Razor Ramon        | 1                  | Ahmed Johnson           | 00:17        | 0                                 |
| 4              | Phineas I. Godwinn      | 4                  | Stone Cold Steve Austin | 02:52        | 1                                 |
| 5              | Stone Cold Steve Austin | -                  | Zwycięzca               | 45:07        | 10                                |
| 6              | Bart Gunn               | 5                  | Stone Cold Steve Austin | 00:26        | 0                                 |
| 7              | Jake Roberts            | 6                  | Stone Cold Steve Austin | 01:10        | 0                                 |
| 8              | The British Bulldog     | 8                  | Owen Hart               | 08:04        | 1                                 |
| 9              | Pierroth                | 10                 | Mil Máscaras            | 10:32        | 1                                 |
| 10             | The Sultan              | 7                  | The British Bulldog     | 03:23        | 0                                 |
| 11             | Mil Máscaras            | 11                 | Samego siebie           | 07:28        | 2                                 |
| 12             | Hunter Hearst Helmsley  | 12                 | Goldust                 | 06:42        | 0                                 |
| 13             | Owen Hart               | 17                 | Stone Cold Steve Austin | 08:29        | 2                                 |
| 14             | Goldust                 | 13                 | Owen Hart               | 05:33        | 1                                 |
| 15             | Cibernético             | 9                  | Mil Máscaras i Pierroth | 01:25        | 0                                 |
| 16             | Marc Mero               | 16                 | Stone Cold Steve Austin | 03:53        | 0                                 |
| 17             | Latin Lover             | 14                 | Faarooq                 | 01:47        | 0                                 |
| 18             | Faarooq                 | 15                 | Ahmed Johnson           | 00:41        | 1                                 |
| 19             | Savio Vega              | 18                 | Stone Cold Steve Austin | 00:46        | 0                                 |
| 20             | Jesse James             | 19                 | Stone Cold Steve Austin | 00:29        | 0                                 |
| 21             | Bret Hart               | 29                 | Stone Cold Steve Austin | 21:12        | 2                                 |
| 22             | Jerry Lawler            | 20                 | Bret Hart               | 00:04        | 0                                 |
| 23             | Fake Diesel             | 28                 | Bret Hart               | 17:49        | 0                                 |
| 24             | Terry Funk              | 24                 | Mankind                 | 15:18        | 0                                 |
| 25             | Rocky Maivia            | 23                 | Mankind                 | 13:00        | 0                                 |
| 26             | Mankind                 | 25                 | The Undertaker          | 12:20        | 2                                 |
| 27             | Flash Funk              | 21                 | Vader                   | 06:12        | 0                                 |
| 28             | Vader                   | 26                 | Stone Cold Steve Austin | 10:06        | 1                                 |
| 29             | Henry O. Godwinn        | 22                 | The Undertaker          | 06:11        | 0                                 |
| 30             | The Undertaker          | 27                 | Stone Cold Steve Austin | 06:46        | 2                                 |